# Elektrum
Elektrum je prirodna slitina srebra i zlata, no proizvođena je i namjernim stapanjem komponenti. Najčešće je u slitini prisutna i mala količina bakra. Stari su je Grci nazivali bijelim zlatom odnosno zlatom, za razliku od rafiniranog, čistog zlata. Količina zlata u slitini može znatno varirati, tako npr. zapadnoanatolski novac sadrži 70 - 90 % spomenutog, dok lidijski novac sadrži samo 45 - 55 % zlata. Slitina je blijedo žute do žuto bijele boje.

## Povijest
Elektrum se prvi puta spominje u starom Egiptu, u vrijeme faraona Sahure. Također ga spominje i Plinije Stariji u svom djelu Naturalis Historia.
Barem ga se tri puta spominje i u Bibliji, u opisu vizija proroka Ezekiela. Riječ se javlja i u sumerskim tekstovima. Smatra se da je prvi puta korišten oko 600 godine prije Krista, u Lidiji, za vladavine Aliatesa II.
Za izradu kovanog novca elektrum je znatno podesniji od čistog zlata. Sadržaj zlata varira od 75-90 % kod zapadno anatolskog novca, do 45 - 55 % kod lidijskog novca. Negdje oko 350 prije Krista prestaje ga se rabiti u ove svrhe.
- Kovanica od elektruma,Efez, 620–600 prije Krista
- Kovanica od elektruma Alijatesa II Lidijskog, 610–560 prije Krista
- Kovanica od elektruma iz Cizicusa, Mizija ,sredina 4-tog stoljeća prije Krista
- Stater od elektruma,Karataga, oko 300 prije Krista

## Vanjske poveznice
- Electrum lion coins of the ancient Lydians (about 600BC)  Arhivirana inačica izvorne stranice od 1. rujna 2021. (Wayback Machine)
- An image of the obverse of a Lydian coin made of electrum